# Ficedula ruficauda
Ficedula ruficauda е вид птица от семейство Muscicapidae.

## Разпространение
Видът е разпространен в Афганистан, Индия, Киргизстан, Непал, Пакистан, Таджикистан и Узбекистан.